# Aphalara monticola
Aphalara monticola är en insektsart som beskrevs av Hodkinson 1973. Aphalara monticola ingår i släktet Aphalara och familjen rundbladloppor. Inga underarter finns listade i Catalogue of Life.